# Mesogastrura boneti
Mesogastrura boneti is een springstaartensoort uit de familie van de Hypogastruridae. De wetenschappelijke naam van de soort is voor het eerst geldig gepubliceerd in 1941 door Tarsia in Curia.